# Eric Wright (écrivain)
Pour les articles homonymes, voir Eric Wright et Wright.
Eric Wright, né le 4 mai 1929 à Kennington dans le sud de Londres et mort le 9 octobre 2015 en Ontario, au Canada, est un écrivain canadien d'origine britannique, auteur de roman policier.

## Biographie
Eric Wright est le fils d'une couturière Caroline Curnow et d'un charretier Joseph Wright. Il naît dans une famille nombreuse pauvre de dix enfants. Après avoir grandi à Lambeth, il immigre au Canada en 1951.
Il fait des études à l'Université du Manitoba, où il a obtenu son baccalauréat en 1957, et une maîtrise en 1963 à l'Université de Toronto. Jusqu'à sa retraite, il enseigne l'anglais à l'Université Ryerson de Toronto (1958-1989). 
En 1983, il publie son premier roman, La Nuit de toutes les chances (The Night the Gods Smiled), grâce auquel il est lauréat du prix John Creasey New Blood 1983 et du prix Arthur-Ellis 1984 du meilleur premier roman. Ce roman est le premier volume d'une série consacrée à Charles Salter, un inspecteur d'une cinquantaine d'années de la Police de la communauté urbaine de Toronto. Le personnage, très populaire au Canada, est le héros de onze romans jusqu'en 2002. Avec le troisième, Une mort en Angleterre (Death in the Old Country), paru en 1985, il remporte le prix Arthur-Ellis 1986 du meilleur roman. Dans le septième roman, intitulé Une affaire délicate (A Sensitive Case), paru en 1990, Charles Salter croise Mel Pickett, policier de Toronto retraité. Mel Pickett est le personnage central d'une série comportant deux volumes : Buried in Stone (1996) et Death of a Hired Man (2001). 
En 2000, avec The Kidnapping of Rosie Dawn, il commence une nouvelle série consacrée à Joe Barley, qui partage son emploi du temps entre des conférences en littérature anglaise et garde de sécurité. Ce roman est distingué par le prix Barry 2001 du meilleur livre de poche.
Eric Wright a reçu deux autres distinctions pour l'ensemble de son œuvre : le prix Derrick Murdoch en 1998 et, à titre posthume, le grand prix des écrivains du Canada 2016.
Il meurt d'un cancer du rein à l'âge de 86 ans.

## Œuvre

### Romans

#### SérieCharles Salter
Ouvrages publiés en français dans une traduction d'Isabelle Collombat
- The Night the Gods Smiled (1983) Publié en français sous le titre La Nuit de toutes les chances, Lévis, Alire, coll. « Romans » no 74, 2004  (ISBN 978-2-92214-585-4)
- Smoke Detector (1984) Publié en français sous le titre Une odeur de fumée, Lévis, Alire, coll. « Romans » no 79, 2004  (ISBN 978-2-92214-589-2)
- Death in the Old Country (1985) Publié en français sous le titre Une mort en Angleterre, Lévis, Alire, coll. « Romans » no 83, 2005  (ISBN 978-2-92214-592-2)
- A Single Death (1986), autre paru sous le  titre The Man Who Changed His Name Publié en français sous le titre Mort d'une femme seule, Lévis, Alire, coll. « Romans » no 88, 2005  (ISBN 978-2-92214-598-4)
- A Body Surrounded by Water (1987) Publié en français sous le titre Morts sur l'Île-du-Prince-Édouard, Lévis, Alire, coll. « Romans » no 93, 2006  (ISBN 978-2-89615-006-9)
- A Question of Murder (1988) Publié en français sous le titre Une affaire explosive, Lévis, Alire, coll. « Romans » no 105, 2006  (ISBN 978-2-89615-013-7)
- A Sensitive Case (1990) Publié en français sous le titre Une affaire délicate, Lévis, Alire, coll. « Romans » no 105, 2007  (ISBN 978-2-89615-017-5)
- Final Cut (1991) Publié en français sous le titre Mort au générique, Lévis, Alire, coll. « Romans » no 111, 2008  (ISBN 978-2-89615-025-0)
- A Fine Italian Hand (1992) Publié en français sous le titre Mort à l'italienne, Lévis, Alire, coll. « Romans » no 120, 2008  (ISBN 978-2-89615-033-5)
- Death by Degrees (1993) Publié en français sous le titre Une mort collégiale, Lévis, Alire, coll. « Romans » no 121, 2009  (ISBN 978-2-89615-034-2)
- The Last Hand (2002) Publié en français sous le titre La Dernière Main, Lévis, Alire, coll. « Romans » no 132, 2010  (ISBN 978-2-89615-048-9)

#### SérieMel Pickett
- Buried in Stone (1996)
- Death of a Hired Man (2001)

#### SérieLucy Trimble Brenner
- Death of a Sunday Writer (1996)
- Death on the Rocks (1999)

#### SérieJoe Barley
- The Kidnapping of Rosie Dawn (2000)
- The Hemingway Caper (2003)
- A Likely Story (2010)

#### Autres romans
- Moodie's Tale (1994)
- Finding Home (2007)
- The Land Mine (2015)

### Recueil de nouvelles
- A Killing Climate (2003)

### Nouvelles
- The Cure (1984)
- Jackpot (1987), aussi paru sous le titre Looking for an Honest Man
- Kaput (1989)
- Hephaestus (1989)
- Twins (1990)
- Two in the Bush (1991)
- Licensed Guide (1992)
- The Lady from Prague (1992)
- The Duke (1993)
- Duty Free (1994)
- The Boatman (1995), aussi paru sous le titre Start with a Tree
- Bedbugs (1996)
- One of a Kind (1997)
- An Irish Jig (2001)
- Caves of Ice (2002)
- The Reunion (2005)
- Au Bon Coin (2011)

### Novellas
- The Lady of Shalott (2003), novella incluse dans le recueil A Killing Climate et où apparaît le personnage de Charles Salter
- The Adventures of Buford T. Johnson (2014)

### Mémoires
- Always Give a Penny to a Blind Man (1999)

## Prix et distinctions

### Prix
- Prix John Creasey New Blood 1983 pour The Night the Gods Smiled[3]
- Prix Arthur-Ellis 1984 du meilleur premier roman pour The Night the Gods Smiled[4]
- Prix Arthur-Ellis 1986 du meilleur roman pour Death in the Old Country[4]
- Prix Derrick Murdoch 1998[4]
- Prix Barry 2001 du meilleur livre de poche pour The Kidnapping of Rosie Dawn[5]
- Grand Prix des écrivains du Canada 2016[4]

### Nominations
- Prix Arthur-Ellis 1985 du meilleur roman pour Smoke Detector[4]
- Prix Arthur-Ellis 1987 du meilleur roman pour A Single Death[4]
- Prix Arthur-Ellis 1988 du meilleur roman pour A Body Surrounded by Water[4]
- Prix Anthony 2001 du meilleur livre de poche pour The Kidnapping of Rosie Dawn[6]
- Prix Edgar-Allan-Poe 2001 du meilleur livre de poche pour The Kidnapping of Rosie Dawn[7]
- Prix Arthur-Ellis 2001 du meilleur roman  pour The Kidnapping of Rosie Dawn[4]